# طاش 12 (مسلسل)
طاش ما طاش 12، مسلسل كوميدي سعودي من إنتاج التلفزيون السعودي والعرض الأول كان في 15 أكتوبر 2004.

## فريق الممثلين
من بطولة الممثلون:
- عبد الله السدحان
- ناصر القصبي

## التأليف والإخراج
تأليف عبد الله السدحان و ناصر القصبي وإخراج عبد الخالق الغانم.

## وصلات خارجية
- صفحة المسلسل على موقع السينما